# Hesperolinon didymocarpum
Hesperolinon didymocarpum är en linväxtart som beskrevs av H.K. Sharsmith. Hesperolinon didymocarpum ingår i släktet Hesperolinon och familjen linväxter. Inga underarter finns listade i Catalogue of Life.